# Озерово (Орловская область)
Озерово — деревня в Урицком районе Орловской области России.
Входит в состав Архангельского сельского поселения.

## География
Расположена вдоль реки Орлица восточнее деревни Рог.
В Озерово имеется одна улица — Озеровская, проходящая по обеим сторонам реки через мост. Через деревню проходят просёлочные дороги.

## Население
| 2010 |
| ---- |
| 53   |